# Hojedk
Hojedk är en ort i Iran.   Den ligger i provinsen Kerman, i den centrala delen av landet, 800 km sydost om huvudstaden Teheran. Hojedk ligger 2 081 meter över havet och antalet invånare är 938.
Terrängen runt Hojedk är kuperad. Runt Hojedk är det glesbefolkat, med 13 invånare per kvadratkilometer. Hojedk är det största samhället i trakten. Omgivningarna runt Hojedk är i huvudsak ett öppet busklandskap.